# Császár Gábor
Császár Gábor (Celldömölk, 1984. június 16. –) magyar válogatott kézilabdázó. A válogatottban 7-es a mezszáma.

## Sportpályafutása

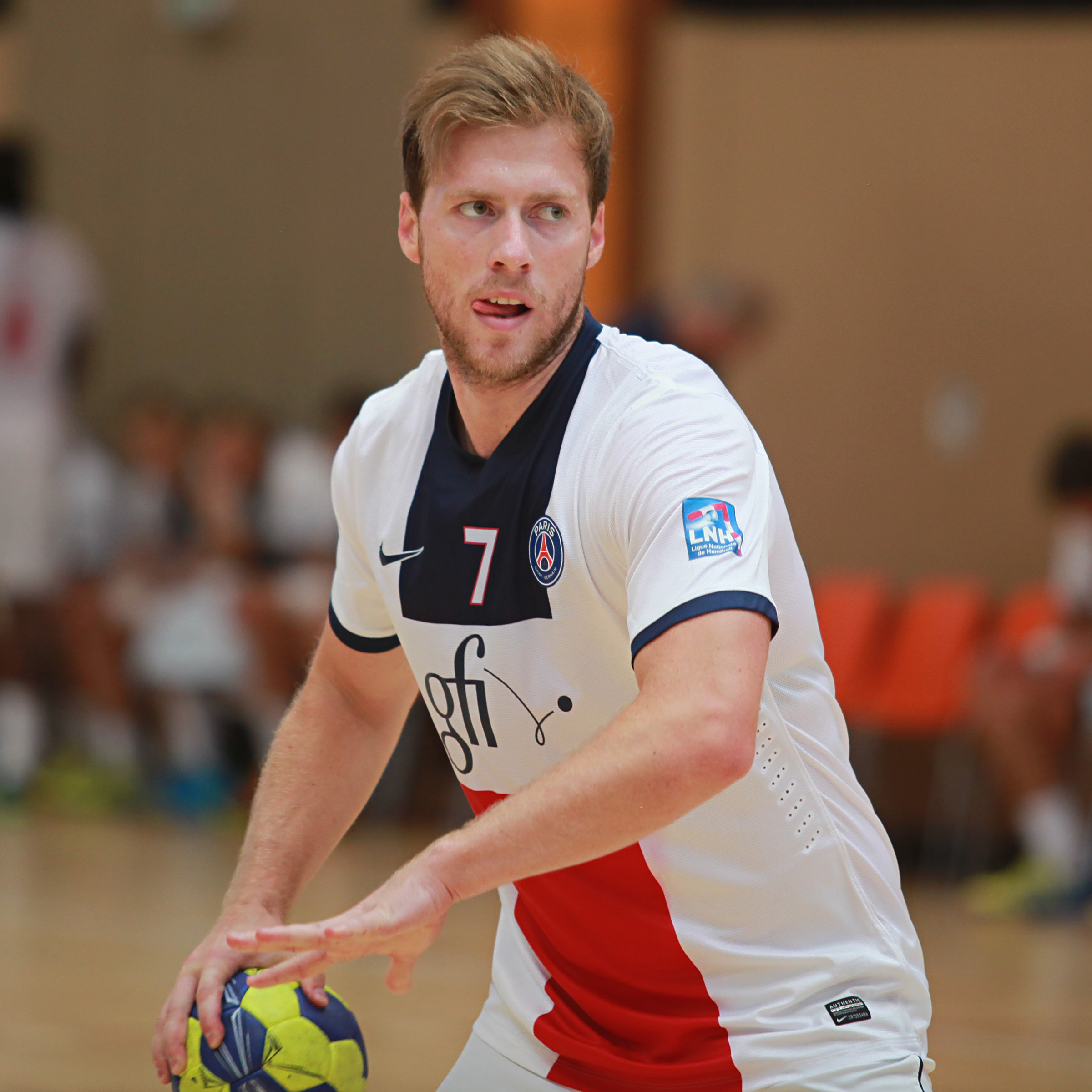

Gyermekkorát Kenyeriben töltötte. A celldömölki Eötvös Loránd Általános Iskola sporttagozatán ismerkedett meg a kézilabda alapjaival. 14 évesen került Dunaújvárosba. Császár Gábor a Dunaferr SE első számú irányítója volt és a nézők egyik nagy kedvence. Nagy meglepetés volt, amikor kiderült, hogy a válogatott kézilabdázó 2007-ben külföldre megy és eligazolt Dániába a Viborg HK-hoz. A Dunaferrben Császár bajnoki bronzokig, míg a Kupában ezüstig vitte búcsúszezonjában. A Viborg HK-tól a spanyol Teka Cantabriához került. 2009–2010-ben a francia Chambery Savoie HB csapatát erősítette. 2010-től a szurkolók nagy örömére visszatért Magyarországra és az MKB Veszprém játékosa lett. Veszprémben bajnokságot és kupát is nyertek.
A Magyar férfi kézilabda-válogatottban 2004. január 17-én Szaúd-Arábia elleni győztes mérkőzésen (29–24) mutatkozott be. Az eddigi legjobb válogatott eredményét a 2004. évi Olimpián Athénben érte el, ahol a válogatottal 4. helyezett lett.

## Magánélete
Felesége Brányi-Szabó Borbála (2013-). Két gyermekük: Esmé (2014) és Emmett (2018).

## Klubcsapatok
- Dunaferr (2000–2007)
- Viborg HK (2007–2009)
- Chambery Savoie HB (2009–2010)
- MKB Veszprém KC (2010-2013)
- Paris Saint-Germain (2013-2015)
- Kadetten Schaffhausen (2015-től)

## A válogatottban
- Eddigi legjobb eredményei: 
  - Olimpia 4., London, 2012
  - Olimpia 4., Athén, 2004
  - Világbajnoki 6., Horvátország, 2009
  - Világbajnoki 7., Svédország, 2011
  - Európa bajnoki 8., Norvégia, 2008
  - Világbajnoki 9., Németország, 2007
  - Junior vb 3., Magyarország, 2005
  - Európa bajnoki 8., Szerbia 2012

## Díjai, elismerései
- Magyar Arany Érdemkereszt (2012)
- Az év magyar kézilabdázója (2012)
- Kenyeri díszpolgára[3]
- A svájci bajnokság MVP-je (2015–2016)[9]